# Kadaliosaurus priscus
Kadaliosaurus priscus è un rettile estinto, appartenente agli areoscelidi. Visse nel Permiano inferiore (Sakmariano, circa 293 - 290 milioni di anni fa) e i suoi resti fossili sono stati ritrovati in Germania.

## Descrizione
Questo animale è noto solo per un fossile incompleto, comprendente parte del tronco, parti delle zampe anteriori e posteriori e alcune vertebre caudali. L'aspetto doveva essere simile a quello del ben noto Araeoscelis, ma sembra che la taglia fosse maggiore (almeno 80 centimetri di lunghezza) e vi erano alcune caratteristiche distintive: in Kadaliosaurus le zampe erano più allungate, ed erano presenti costole ventrali (gastralia). In generale, sembra che Kadaliosaurus fosse un rettile simile a una lucertola, dal corpo snello e dalle zampe allungate.

## Classificazione
Kadaliosaurus venne descritto per la prima volta nel 1889 da Credner, sulla base di un fossile frammentario rinvenuto in un sedimento calcareo di origine lacustre nella formazione Niederhaslich-Schweinsdorf, nei pressi di Niederhaslich in Germania. 
Sembra che Kadaliosaurus fosse un rappresentante degli areoscelidi, un gruppo di antichi rettili simili a lucertole, forse vicini all'origine dei diapsidi (Müller & Danto 2012).